# Solvang Sogn
Solvang Sogn er et sogn i Amagerbro Provsti (Københavns Stift). Sognet ligger i Københavns Kommune; 
Sognet blev udskilt fra Højdevangs Sogn 1. februar 1974.
I Solvang Sogn ligger Solvang Kirke.
I Solvang Sogn findes flg. autoriserede stednavne:
- Bella Center (station)
- Sundbyvester (bebyggelse, ejerlav)
- Vestamager (areal)
- Ørestad (bebyggelse)

## Ekstern henvisning
- Kirken/sognets hjemmeside

55°39′N 12°36′Ø / 55.65°N 12.6°Ø